# Saison 2024 de la Major League Rugby
Navigation
2023 2025
La Major League Rugby 2024 est la 7e édition de la compétition. Elle oppose douze équipes basées aux États-Unis, à partir du 2 mars 2024. La finale est programmée le 4 août suivant.

## Contexte
La septième édition de la Major League Rugby est marquée par divers évènements qui précèdent son coup d'envoi :
- le déménagement de la franchise d'Atlanta, relocalisée à Los Angeles[1], actant la formation du Rugby Football Club Los Angeles[2] ;
- l'intronisation des Sharks de Miami[3] et du Anthem Rugby Carolina[4] ;
- le retrait des Arrows de Toronto[5] ;
- le retrait de New York[6].

Par ailleurs, Old Glory DC change de stade et prend ses quartiers au Maryland SoccerPlex.
Fin novembre 2023, il est annoncé que l'équipe canadienne des Arrows de Toronto ne va pas jouer cette édition 2024 en raison d'importantes difficultés économiques et financières.

## Format
Le championnat doit initialement être organisé en poule unique, s'affranchissant des deux conférences géographiques jusque-là en vigueur. La compétition est disputée sur 18 journées par 11 équipes ; chacune d'entre elles dispute 16 matchs, affrontant six adversaires en matchs aller-retour et quatre en confrontation unique.
Néanmoins, la création tardive du Anthem Rugby Carolina a finalement permis à la ligue de remettre en place les deux conférences géographiques. Les équipes d'une même conférence s'affrontent en matchs aller-retour, et jouent une seule fois contre les équipes de l'autre conférence, pour un total de seize matchs de saison régulière.
Les quatre meilleures équipes de chaque conférence se qualifient pour les demi-finales de conférence.

## Liste des équipes en compétition
| Chicago Houston San Diego Seattle Utah Nlle-Angleterre Nlle-Orléans DC Los Angeles Dallas Miami Charlotte |

| Conférence | Équipe                               | Ville                        | Stade                            | Capacité |
| ---------- | ------------------------------------ | ---------------------------- | -------------------------------- | -------- |
| Est        | Anthem Rugby Carolina                | Charlotte (Caroline du Nord) | American Legion Memorial Stadium | 10 500   |
| Est        | Free Jacks de la Nouvelle-Angleterre | Quincy (Massachusetts)       | Veterans Memorial Stadium        | 5 000    |
| Est        | Gold de La Nouvelle-Orléans          | Metairie (Louisiane)         | Gold Mine on Airline             | 10 000   |
| Est        | Hounds de Chicago                    | Chicago (Illinois)           | SeatGeek Stadium                 | 20 000   |
| Est        | Old Glory DC                         | Leesburg (Virginie)          | Segra Field (en)                 | 5 000    |
| Est        | Sharks de Miami                      | Fort Lauderdale (Floride)    | Autonation Sports Field          | 1 500    |
| Ouest      | Jackals de Dallas                    | Arlington (Texas)            | Choctaw Stadium                  | 4 000    |
| Ouest      | Legion de San Diego                  | San Diego (Californie)       | Snapdragon Stadium               | 35 000   |
| Ouest      | Rugby Football Club Los Angeles      | Carson (Californie)          | Dignity Health Sports Park       | 1 000    |
| Ouest      | SaberCats de Houston                 | Houston (Texas)              | SaberCats Stadium                | 5 000    |
| Ouest      | Seawolves de Seattle                 | Tukwila (Washington)         | Starfire Sports                  | 4 500    |
| Ouest      | Warriors de l'Utah                   | Herriman (Utah)              | Zions Bank Stadium               | 5 000    |

## Phase finale
|  | Demi-finales                         | Demi-finales       |                                      |    | Finale             | Finale             |
|  | Demi-finales                         | Demi-finales       |                                      |    | Finale             | Finale             |
|  |                                      |                    |                                      |    |                    |                    |
|  | 20 juillet, Quincy                   | 20 juillet, Quincy |                                      |    | 27 juillet, Quincy | 27 juillet, Quincy |
|  | 20 juillet, Quincy                   | 20 juillet, Quincy |                                      |    | 27 juillet, Quincy | 27 juillet, Quincy |
|  | Free Jacks de la Nouvelle-Angleterre | 33                 |                                      |    | 27 juillet, Quincy | 27 juillet, Quincy |
|  | Free Jacks de la Nouvelle-Angleterre | 33                 |                                      |    | 27 juillet, Quincy | 27 juillet, Quincy |
|  | Old Glory DC                         | 29                 |                                      |    | 27 juillet, Quincy | 27 juillet, Quincy |
|  | Old Glory DC                         | 29                 | Free Jacks de la Nouvelle-Angleterre | 23 |                    |                    |
|  | 21 juillet, Metairie                 |                    | Free Jacks de la Nouvelle-Angleterre | 23 |                    |                    |
|  |                                      | Hounds de Chicago  | 17                                   |    |                    |                    |
|  | Gold de La Nouvelle-Orléans          | Hounds de Chicago  | 17                                   | 21 |                    |                    |
|  | Gold de La Nouvelle-Orléans          |                    |                                      | 21 |                    |                    |
|  | Hounds de Chicago                    | 45                 |                                      |    |                    |                    |
|  | Hounds de Chicago                    | 45                 |                                      |    |                    |                    |

|  | Demi-finales         | Demi-finales        |                      |    | Finale              | Finale              |
|  | Demi-finales         | Demi-finales        |                      |    | Finale              | Finale              |
|  |                      |                     |                      |    |                     |                     |
|  | 22 juillet, Tukwila  | 22 juillet, Tukwila |                      |    | 28 juillet, Tukwila | 28 juillet, Tukwila |
|  | 22 juillet, Tukwila  | 22 juillet, Tukwila |                      |    | 28 juillet, Tukwila | 28 juillet, Tukwila |
|  | Seawolves de Seattle | 30                  |                      |    | 28 juillet, Tukwila | 28 juillet, Tukwila |
|  | Seawolves de Seattle | 30                  |                      |    | 28 juillet, Tukwila | 28 juillet, Tukwila |
|  | San Diego            | 28                  |                      |    | 28 juillet, Tukwila | 28 juillet, Tukwila |
|  | San Diego            | 28                  | Seawolves de Seattle | 28 |                     |                     |
|  | 21 juillet, Houston  |                     | Seawolves de Seattle | 28 |                     |                     |
|  |                      | Jackals de Dallas   | 25                   |    |                     |                     |
|  | SaberCats de Houston | Jackals de Dallas   | 25                   | 22 |                     |                     |
|  | SaberCats de Houston |                     |                      | 22 |                     |                     |
|  | Jackals de Dallas    | 34                  |                      |    |                     |                     |
|  | Jackals de Dallas    | 34                  |                      |    |                     |                     |

### Finale
| 4 août 2024 | Seawolves de Seattle                                                                                   | 11 - 20 (8 - 14) | Free Jacks de la Nouvelle-Angleterre                                     | Snapdragon Stadium, San Diego 12 086 spectateurs Arbitre : Luke Rogan |
| 4 août 2024 | Essai(s) : 1 Taufete'e (13e) Pénalité(s) : 2 Mason (en) (26e, 48e) Carton(s) jaune(s) : 1 Lopeti (52e) | Rapport          | Essai(s) : 1 Malan (14e) Pénalité(s) : 4 Potroz (en) (9e, 29e, 46e, 52e) | Snapdragon Stadium, San Diego 12 086 spectateurs Arbitre : Luke Rogan |
| 4 août 2024 | | Rapport          |                                                                          | Snapdragon Stadium, San Diego 12 086 spectateurs Arbitre : Luke Rogan |